# بيتر نيميتش
بيتر نيميتش ، من مواليد 7 يونيو 1957 ، لاعب كرة قدم تشيكوسلوفاكي سابق.
لعب مع منتخب تشيكوسلوفاكيا لكرة القدم.

## وصلات خارجية
- بيتر نيميتش على موقع الاتحاد التشيكي (الإنجليزية)
- بيتر نيميتش على موقع قاعدة بيانات كرة القدم.إي يو (الإنجليزية)
- بيتر نيميتش على موقع ناشيونال فوتبول تيمز (الإنجليزية)
- بيتر نيميتش على موقع عالم كرة القدم.نت (الإنجليزية)
- بيتر نيميتش على موقع أوليمبيديا (الإنجليزية)
- بيتر نيميتش على موقع اللجنة الأولمبية التشيكية (التشيكية)